# Chvalynskcultuur
De Chvalynskcultuur was een eneolithische (kopertijd) cultuur uit de eerste helft van het vijfde millennium v.Chr., ontdekt bij Chvalynsk aan de Wolga in de oblast Saratov in Rusland. De cultuur wordt ook wel de proto-koergan genoemd. Ze werd voorafgegaan door de Samaracultuur, waaruit ze ontwikkeld is, en opgevolgd door de laat-eneolithische of vroege bronstijd jamnacultuur.

## Verspreidingsgebied en duur
Het territorium van de Chvalynskcultuur liep van Saratov in het noorden tot de noordelijke Kaukasus in het zuiden en van de Zee van Azov in het westen tot de rivier de Oeral in het oosten. 
Op basis van gekalibreerde C14-dateringen van een groot aantal voorwerpen uit graven van de typeplaats van deze cultuur kan tamelijk hard worden gemaakt dat deze cultuurperiode duurde van ongeveer 5000-4500 v.Chr. Dat materiaal komt uit Chvalynsk I of vroeg-Chvalynsk. Chvalynsk II of laat-Chvalynsk is laat-eneolithisch.
Sommige archeologen beschouwen Chvalynsk I als vroeg-eneolithisch en als contemporain met de Samaracultuur. Gimbutas echter gelooft dat Samara ouder was en beschouwt Chvalynsk I als midden-eneolithisch. Er zijn echter niet genoeg vindplaatsen en dateringen van de Samaracultuur om dit meningsverschil uit de wereld te helpen.

## Vindplaatsen

### Chvalynsk
De typeplaats Chvalynsk is een begraafplaats van 30 bij 26 meter met ongeveer 158 skeletten, hoofdzakelijk in afzonderlijke graven maar in een paar graven liggen twee tot vijf mensen. Ze werden op hun rug liggend en met gebogen knieën begraven. Twaalf van de graven zijn afgedekt met een stenen grafheuvel. Er zijn net zulke offerplaatsen gevonden als bij de Samaracultuur, met resten van paarden, runderen en schapen.

### Krivoloetsje
In 1229 werd hier één graf gevonden met grafgiften. Het stoffelijk overschot was met het gezicht naar boven op oker gelegd.

### Naltsjik
Naltsjik heeft een 67 cm hoge koergan van 30 meter in doorsnee. Deze bevatte 121 individuele graven. De doden waren met het gezicht naar boven en met opgetrokken knieën op oker neergelegd en met steen afgedekt.

## Artefacten
In Chvalynsk zien we de verdere ontwikkeling van de koergan. Die begon in Samara met individuele graven of kleine groepen, soms met steen afgedekt. In de Chvalynskcultuur vinden we groepsgraven, en de erin begraven mensen moeten iets gemeen hebben gehad, maar welke band er tussen hen bestond, familie of dat het dorpsgenoten waren, is niet duidelijk. Misschien komt die duidelijkheid er als er DNA-testen worden uitgevoerd.
Hoewel er verschillen zijn in rijkdom tussen de grafgiften, wordt er geen duidelijke leider gemarkeerd. Dat gemis betekent niet dat er geen leider was. Van de latere koergans is duidelijk dat ze alleen voor een aanvoerder en zijn gevolg bestemd waren en niet voor gewone mensen.
Deze ontwikkeling veronderstelt een toenemende ongelijkheid in rijkdom, die op haar beurt een groei van de rijkdom van de hele gemeenschap en bevolkingsgroei impliceert. Over de oorzaken van dat succes en die expansie bestaat nog onduidelijkheid.
We weten dat metaal in de Kaukasus en de zuidelijke Oeral voorkwam. De graven van Chvalynsk bevatten metalen ringen en spiraalringen. Maar niets wijst op het gebruik voor meer dan versiering. De kwaliteit van de stenen wapens en gebruiksvoorwerpen bereikt een hoog niveau. Het Chvalynskgraf dat Gimbutas als het graf van een leider beschouwde, bevatte een lange dolk van vuursteen en scherpe pijlpunten, allemaal aan beide zijden zorgvuldig bijgewerkt. Daarnaast werd er een bijlblad van porfier gevonden met een gat voor een steel. Deze artefacten werden niet lang daarna van metaal gemaakt. 
Er zijn ook veel sieraden gevonden: kralen van schelpen, steen en tanden van dieren, armbanden van steen of been, hangers van slagtanden van zwijnen. De tanden die hiervoor gebruikt werden waren afkomstig van onder andere zwijnen, beren, wolven en herten. Sommige van die tanden waren moeilijk te krijgen, zodat ze bijzonder waardevol werden. Het is niet bekend of ze als ruilmiddel werden gebruikt.
Aan de harde artefacten is niet te zien of deze mensen rijk waren. Mogelijk bestond hun rijkdom uit vergankelijke goederen. Bij recent onderzoek naar het oppervlak van hun aardewerk (en dat van veel andere culturen) bleek dat de nog natte klei in contact was geweest met touw en textiel, dat waarschijnlijk werd gebruikt om het te versieren.